# Beefeater (restaurang)
För andra betydelser, se Beefeater (olika betydelser).

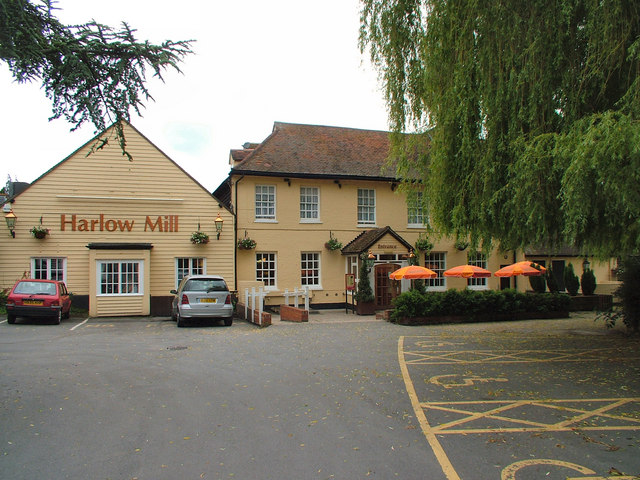
Harlow Mill Beefeater, Harlow

Beefeater är en restaurangkedja med över 140 restauranger i Storbritannien. Restaurangerna ägs av Whitbread.
Namnet refererar till Yeomen Warders som är de ceremoniella vakterna för Towern i London, såväl som dess menys kött (särskilt nötkött). 

## Historia
Beefeater inrättades av det dåvarande Whitbread Brewery 1974 med öppningen av sin första restaurang, The Halfway House, i Enfield. Företagsidén var enkel mat, som räkcocktails och röda grillade biffar, något som kunde konkurrera med kedjan Berni Inn. Beefeater expanderade under de kommande 20 åren, innan kedjan fick motgångar under 1990-talet. 

## Platser
Beefeaters restauranger finns i hela Storbritannien från Inverness "Loch Ness House" till Plymouth "Marsh Mills". De flesta restauranger ligger längs stora vägkorsningar med ett angränsande Premier Inn hotell. Ett fåtal restauranger finns även centralt i städer. 